# Fremde Haut
Pour plus de détails, voir Fiche technique et Distribution.
Fremde Haut (ou Unveiled) est un film austro-allemand réalisé par Angelina Maccarone et sorti en 2005.

## Synopsis
Fariba Taribzi est une Iranienne dont la sécurité est en danger si elle reste dans son pays, étant en couple avec une femme. Elle arrive en Allemagne après un long vol et rejoint un centre pour réfugiés, où elle rencontre Siamak, un jeune militant politique. La demande de visa de Siamak est acceptée, mais il se suicide en raison d'un drame familial en Iran ; la demande de Fariba est refusée parce que le lesbianisme n'est pas considéré comme une excuse valable pour une demande d'asile. Fariba prend donc l'identité de Siamak et vit comme un homme, travaillant au noir dans une usine de choux et commençant une relation amoureuse avec Anna, une Allemande.

## Fiche technique
- Titre original : Fremde Haut
- Titre international : Unveiled
- Réalisation : Angelina Maccarone
- Scénario : Angelina Maccarone, Judith Kaufmann
- Société de production : MMM Film Zimmermann & Co., Fischer Film
- Musique :
- Pays de production :  Allemagne  Autriche
- Langue d'origine : allemand, persan, anglais, russe
- Lieux de tournage : Filderstadt, Francfort-sur-le-Main, Stuttgart
- Durée : 1h 37
- Genre :
- Dates de sortie :
  - République tchèque : 4 juillet 2005 (Karlovy Vary International Film Festival)
  - États-Unis : 14 juillet 2005 (Los Angeles Outfest Gay and Lesbian Film Festival)
  - Danemark : 26 août 2005 (Copenhagen International Film Festival)
  - Allemagne :
    - 24 septembre 2005 (Hamburg Film Festival)
    - 20 octobre 2005

  - Belgique : 10 novembre 2005 (Leuven Holebi Gay and Lesbian Film Festival)

## Distribution
- Jasmin Tabatabai : Fariba Tabrizi
- Anneke Kim Sarnau : Anne
- Navid Navid : Siamak (crédité comme Navid Akhavan)
- Mossadegh Hamid : Stimme des Piloten (voix)
- Bernd Tauber : Beamter BAFL
- Majid Farahat : Dolmetscher
- Georg Friedrich : Burkhardt
- Atischeh Hannah Braun (de) : Alev
- Mikail Dersim Sefer : Cem
- Haranet Minlik : Velma
- Homa Tehrani : Stimme Shirins (voix)
- Frank Frede : Beamter BGS
- Barbara Falter : Beamtin BGS
- Ruth Wohlschlegel (de) : Frau Gabriel
- Yevgeni Sitokhin : Maxim (crédité comme Jevgenij Sitochin)
- Dmitriy Dykhovichnyy : Dmitri (crédité comme Dmitri Dihovichnij)